# كاتو ديمينيون (كورينثيا)
كاتو ديمينيون (Κάτω Διμηνιόν) هي مدينة في كورينثيا في مقاطعة كينتريكي إلادا في اليونان.